# Алтыпармак, Мехмет
Мехмет Алтыпармак (тур. Mehmet Altıparmak; род. 1 мая 1969, Анкара) — турецкий футболист; тренер.

## Карьера игрока
Мехмет Алтыпармак начинал свою карьеру футболиста в клубе «Генчлербирлиги» из своего родного города. 1 октября 1989 года он дебютировал в Первой лиге, выйдя в основном составе в гостевом поединке против «Болуспора». 7 октября 1990 года Алтыпармак забил свой первый гол в рамках лиги, открыв счёт в домашней игре с «Бурсаспором». В середине 1993 года он был отдан в аренду команде Второй лиги «Петрол Офиси».
В 1994 году Мехмет Алтыпармак перешёл в «Денизлиспор», выступавший тогда в Первой лиге. Впоследствии он представлял ещё целый ряд турецких клубов.

## Тренерская карьера
Свою тренерскую карьеру Мехмет Алтыпармак начинал в клубе «Коджаэлиспор» в качестве помощника главного тренера в 2006 году. В 2007 году он возглавил команду Второй лиги «Карталспор». Затем Алтыпармак работал с целым рядом турецких клубов. В 2017 году он был назначен главным тренером «ББ Эрзурумспора», который он привёл к победе в плей-офф Первой лиги по итогам сезона и дебюту в элите турецкого футбола.